# Albert Cadot
Albert Octave Cadot (ur. 6 lipca 1901  w Paryżu, zm. 9 kwietnia 1972 tamże) – francuski żeglarz, dwukrotny olimpijczyk.
Na regatach rozegranych podczas Letnich Igrzysk Olimpijskich 1948 wystąpił w klasie 6 metrów zajmując 11. pozycję. Załogę jachtu LaBandera tworzyli również Claude Desouches, François Laverne, Roger Lacarrière i Jean Castel.
Osiem lat później zajął zaś 6. miejsce w klasie 5,5 metra na jachcie Gilliatt V. Załogę uzupełniali wówczas Dominique Perroud i Jean-Jacques Herbulot.